# 奎托 (古巴)
奎托是古巴的城鎮，属奧爾金省，面積326平方公里，海拔高度55米，2004年普查人口數為34,503人，人口密度為每平方公里105.8人。